# Мелисеј
Мелисеј је у грчкој митологији био краљ Крита (или Хеликона).

## Митологија
Као његови родитељи се помињу Уран и Геја, Сок и Комба, као и Карист и био је описан као титан, курета и еубејански корибант. Био је демон или дух меда и пчеларства, па је доведен у везу са титаном Астрејем. Био је познат по својој побожности и владао је Критом у време када је Зевс био рођен. Његове кћерке Адрастеја и Ида или Амалтеја и Мелиса или Ејдотеја, Амалтеја и Адрастеја су однеговале малог Зевса. Приписује му се да је увео светковање празника и приношење жртве боговима.

## Тумачење
Према Роберту Гревсу, Мелисеј, чије име значи „медени човек“, био је заправо Мелита, мајка нимфи које су одгајиле Зевса, а сама богиња-матица. У прилог томе су говорили Диодор са Сицилије и Калимах у његовој „Химни Зевсу“, према којима су пчеле отхраниле Зевса.

## Друге личности
Мелисеј је био и краљ у Карији који је очистио Триопа од Тенаговог убиства.